# Amsacta emittens
Amsacta emittens är en fjärilsart som beskrevs av Walker 1855. Amsacta emittens ingår i släktet Amsacta och familjen björnspinnare. Inga underarter finns listade i Catalogue of Life.